# Пинтер, Шандор
Ша́ндор Пи́нтер (венг. Pintér Sándor; род. 18 июля 1950, Помаз, Пешт) — венгерский футболист и футбольный тренер, играл на позиции полузащитника.

## Биография

### Клубная карьера
Пинтер большую часть профессиональной карьеры играл за «Гонвед», к которому присоединился в 1970 году. В составе «Гонведа» Пинтер отыграл 11 сезонов, выиграв в 1980 году чемпионский титул, а также три раза становился серебряным призёром. Пинтер был одним из ключевых игроков команды, сыграв за неё 247 матчей в чемпионате и забил 30 голов, а также он был признан в 1977 году футболистом года в Венгрии.
Летом 1982 года перешёл в бельгийский «Антверпен», но из-за тяжёлой травмы колена, полученной в одном из матчей, вскоре завершил карьеру.

### Карьера в сборной
В составе сборной Венгрии был участником чемпионата мира 1978 года, на котором сыграл три матча на групповом этапе. Всего за сборную Венгрии сыграл 39 матчей и забил 2 мяча.

### Карьера тренера
Пинтер работал главным тренером команд, которые играют в низших венгерских лигах.

## Достижения

### Командные
«Гонвед»
- Чемпион Венгрии (1) : 1979/80

### Личные
- Футболист года в Венгрии (1) : 1977